# Tenryū (1919)
El  Tenryū fue un crucero ligero japonés líder de su clase que participó en la Segunda guerra sino-japonesa y en el Frente del Pacífico durante la Segunda Guerra Mundial.  Su nombre evocaba al río Tenryū que cruza las prefecturas de Nagano y Shizuoka.

## Diseño y construcción
Diseñado como crucero explorador o cañonero fluvial inspirado en la clase Arethusa inglesa, fue de construcción ligera con mínimo blindaje, con un largo castillo de proa y un puente simple, alto con techo de lona y pequeño. Fue concebido como un crucero líder de flotillas de destructores.
Llevaban un exiguo armamento, pero que para la época de su construcción era considerado como bien artillado para los propósitos de contexto, su velocidad era su mejor arma defensiva.  En efecto, sus cuatro montajes de 4 cañones navales de 14 cm/50 lo hacían parecer más un buque de instrucción que un buque de línea. Estaba equipado con motores de turbina alimentados con aceite y el uso de motores de turbina con engranajes Brown Curtiss, el Tenryū tenía más del doble de caballos de fuerza que la Clase Chikuma anterior y era capaz de alcanzar una alta velocidad de 33 nudos (61 km/h), considerable para su época. El Tenryū fue el primero en su tipo en utilizar lanzadores triples de torpedos tipo 6 de 533 mm en dos montajes.
No fue modernizado hasta 1940, cuando se le cambiaron sus calderas a carbón por diesel y se le cambió su artillería antiaérea tipo 93 por dos montajes duales del tipo 96 de 25 mm. El puente abierto fue cerrado por una estructura de acero dejando atrás la lona.  En dicha modernización, no se consideró llevar un aeroplano de reconocimiento.

## Historial
El  Tenryū fue asignado el 20 de noviembre de 1919 y junto con su gemelo el Tatsuta fue  asignado a la 2.ª flotilla, partió en labores de reconocimiento a la costa de Siberia para dar escolta a una fuerza de ocho acorazados. Gran parte de su vida operativa la hizo en compañía de su gemelo, el Tatsuta como la 18.ª división de cruceros. El 10 de mayo de 1938 fue asignado para intervenir en la Segunda guerra sino-japonesa como cañonero fluvial y costero, estuvo empeñado en estas labores hasta 1939. En 1940 fue remodernizado en su sistema de propulsión y armamento antiaéreo. Fue adscrito a la flotilla n° 18 de cruceros ligeros al mando del vicealmirante  Shigeyoshi Inoue en Truk.
El 8 de diciembre, la 18.ª división se recibe la orden de incorporarse a las fuerzas de desembarco al mando del contralmirante Sadamichi Kajioka en Kwajalein para  invadir la isla de Wake , durante la primera fase, el Tenryū realizó un cañoneo de ablandamiento siendo atacado por dos cazas americanos que causaron un significativo daño al crucero con muchas bajas. Dada la gran resistencia americana, se canceló el desembarco y el Tenryū retornó a Kwajalein para reparaciones. El 3 de enero de 1942, estando en Truk se le adicionaron dos montaje y rieles para cargas de profundidad. El 3 de febrero de ese año, participó en la invasión de Kavieng en Nueva Irlanda, en Papúa Nueva Guinea junto a las fuerzas compuestas por la 1.ª división de portaviones, la 8.ª división de cruceros pesados y la 11.ª división de portaviones de escolta. Cubre desembarcos y cabezas de playa en Bouganville.
El 9 de agosto de 1942, el Tenryū como líder de flotilla de destructores atacó a las fuerzas americanas en una acción nocturna en la Batalla de la isla de Savo, uno de sus torpedos remata al  USS Quincy fatalmente dañado por cañoneo, a su vez, recibe daño de cañón por parte del USS Chicago en la primera fase de la batalla causándole 30 bajas. Es dirigido a Rabaul para reparaciones menores y se mantiene en el área realizando labores de líder de flotilla de destructores, junto al  Arashi, Murakumo y Yayoi en el desarrollo de la Operación Ke.
El 2 de octubre de 1942, el Tenryū, al ancla en Rabaul, el puerto es atacado por una formación de bombarderos B-17 y fue tocado por una bomba en la popa destruyendo parte de esta y causando 22 bajas, por ser daños mayores lo suspenden de sus labores por 20 días para reparaciones.